# Sutra

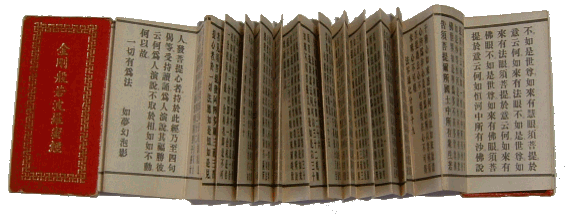
Il Sutra del Diamante in una edizione cinese.

Il termine sutra deriva dal sanscrito सूत्र, sūtra (in pāli sutta), che significa letteralmente "filo" (dalla radice indoeuropea *syū-, la stessa del latino suere, "cucire"), e nel suo senso originale indica una "breve frase", un "aforisma".

## Uso
Usato nella cultura indiana per significare un insieme di insegnamenti sapienziali espressi in modo breve e sintetico, con i secoli ha ampliato il suo senso sino ad indicare componimenti molto estesi ed articolati, perdendo, in parte, il senso originale di 'componimento breve' o 'aforisma'. Nell'ambito del buddhismo il termine è tradotto in cinese con jīng (經T, 经S), in coreano gyeong (경?, kyŏngMR), in lingua giapponese con kyō (経?) e in tibetano con mdo (མདོ).
Nell'induismo i sutra sono elaborazioni filosofiche sapienziali successive alle Upaniṣad, che descrivono in versi succinti, e talvolta criptici, la metafisica, la cosmogonia, la condizione umana, come ottenere una vita beata e come purificare il proprio karma per reincarnarsi in un'esistenza migliore.
Nel buddhismo il termine si riferisce esclusivamente ai testi inclusi nel Canone della scuola buddhista di riferimento (Canone buddista); il termine pāli sutta, in particolare, si riferisce ad esempio ai testi del Suttanta o Sutta Piṭaka del Canone pāli della scuola Theravāda. Il termine sanscrito sūtra, invece, è relativo ai componimenti del Canone successivo, di ambito mahāyāna, composti in sanscrito o in sanscrito ibrido, detto anche 'sanscrito buddhista'. Secondo la visione convenzionale della tradizione religiosa buddista, i testi indicati come sutta o sūtra non sono elaborazioni posteriori ma trascrizioni dei discorsi tenuti da Siddhartha Gautama nel corso della sua predicazione.

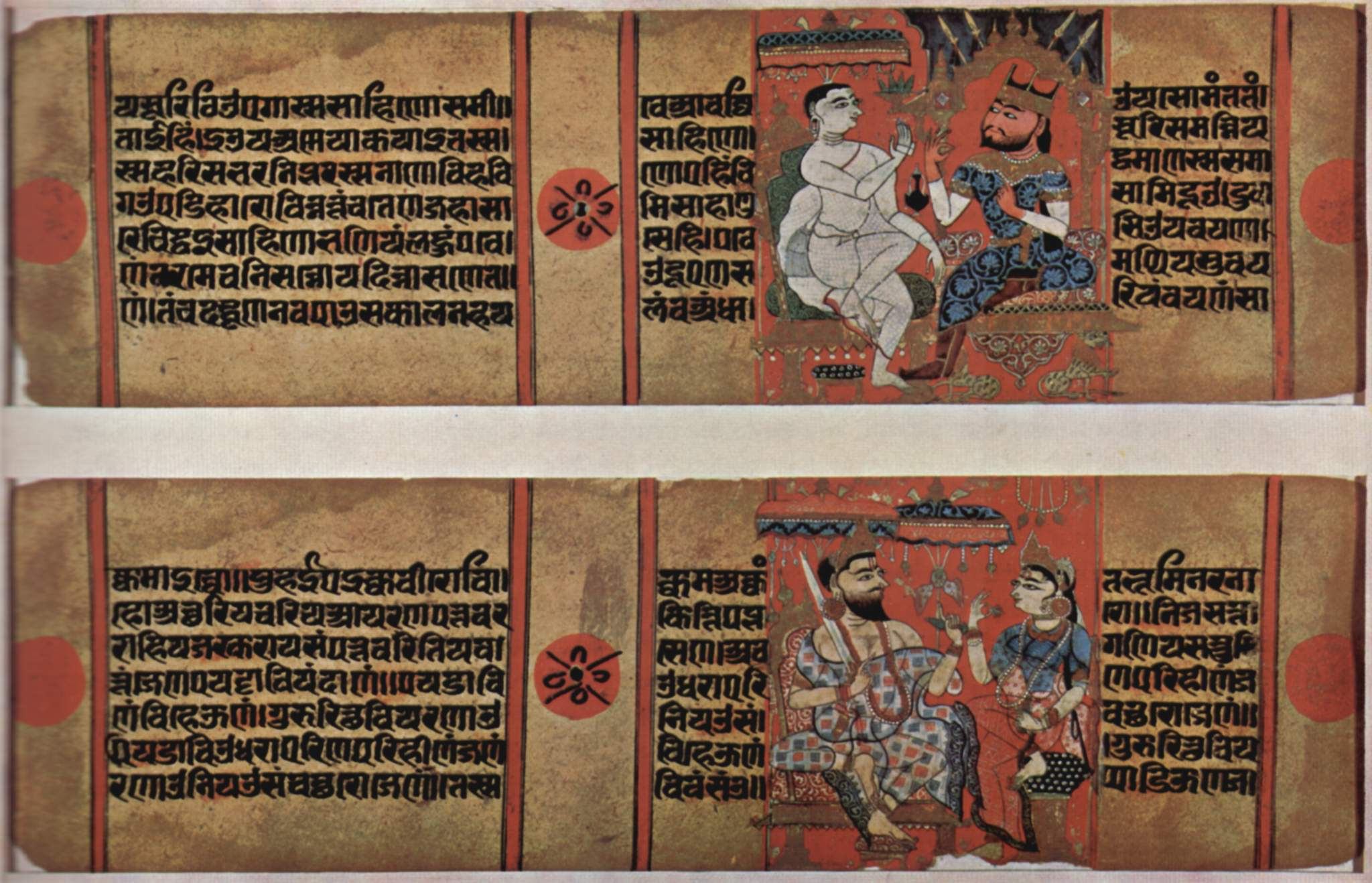
Due estratti del Kalpasutra gianista.

Il termine è stato usato anche nel giainismo, in cui indica un gruppo di biografie di Tirthankar (Kalpasutra).

## Esempi
La quantità di sutra esistenti è immensa; alcuni tra i più noti sono:
- Nell'induismo:
  - Yoga Sūtra di Patañjali
  - Vedānta Sutra
  - Kāma Sūtra di Vatsyayana

- Nel buddhismo:
  - Sutra del Loto
  - Sutra della Vita Infinita
  - Sutra del Cuore
  - Sutra della Luce Dorata
  - Sutra del Diamante